# Clovia furcifera
Clovia furcifera är en insektsart som först beskrevs av Walker 1870.  Clovia furcifera ingår i släktet Clovia och familjen spottstritar. Inga underarter finns listade i Catalogue of Life.